# I moralens navn
I moralens navn är en norsk svartvit komedifilm från 1954 i regi av Olav Engebretsen. I rollerna ses bland andra Eva Lunde, Fridtjof Mjøen och Anita Thallaug.

## Handling
Mona och Egil har vuxit upp med ett virrvarr av föräldrar och styvföräldrar och de har nu tillsammans tre par. Mona blir gravid och alla föräldrarna vill att hon ska gifta sig. Under förlovningsfesten bedrar föräldrarna varandra en efter en vilket leder till att Mona flyr tillsammans med sin fästman. De beslutar att inte gifta sig. Föräldrarna reser till Köpenhamn för att där leta efter de flydda ungdomarna.

## Rollista
- Eva Lunde – Sussie Krahn-Johnsen, tidigare fru Alf Mowitz
- Fridtjof Mjøen – Birger Krahn-Johnsen, direktör, tidigare gift med Ella
- Anita Thallaug – Mona Mowitz (Krahn-Johnsen), Sussies dotter från första äktenskapet
- Jan Voigt – Egil Krahn-Johnsen, direktörens son från första äktenskapet
- Egil Åsman – Fredrik
- Tore Foss – Otto Heymann, Ellas man
- Synnøve Gleditsch – Ella Heymann, Ottos hustru, Egils mor
- Tage Lüneborg – kapellmästaren i Lorry
- Sigurd Magnussøn – gamle Krahn-Johnsen
- Lillemor Nerem – Annelise
- Lars Nordrum – Rolf Hagen
- Thorleif Reiss – Alf Mowitz, tidigare gift med Sussie, Monas far och Agathes man
- Carl Struve – Balthazar Krahn-Johnsen
- Axel Thue – konsul Helm
- Anne-Lise Wang – Agathe Mowitz, Alfs hustru

## Om filmen
I moralens navn regisserades av Olav Engebretsen och producerades av bolaget Brann-film. Den spelades in med Reidar Lund som fotograf. Musiken komponerades av Carl Chr. Bøyesen och Laurie Mackenzie.
Filmen bygger på Finn Bøs pjäs med samma namn vilken hade haft urpremiär på Nationaltheatret den 22 september 1937 i regi av Bø själv. Den spelades senare samma år på Trøndelag Teater.